# Lista över matchresultat i Elitserien i ishockey 2005/2006
Lista över matchresultat i grundserien av Elitserien i ishockey 2005/2006. Ligan inleddes den 26 september 2005 och avslutades 6 mars 2006.
| Nr | Lag              | S  | V  | O  | F  | ÖV | ÖF | GM  | IM  | MS  | P   |
| -- | ---------------- | -- | -- | -- | -- | -- | -- | --- | --- | --- | --- |
| 1  | HV71             | 50 | 29 | 10 | 11 | 5  | 5  | 164 | 107 | +57 | 102 |
| 2  | Frölunda HC (RM) | 50 | 28 | 8  | 14 | 4  | 4  | 169 | 130 | +39 | 96  |
| 3  | Linköpings HC    | 50 | 25 | 14 | 11 | 3  | 11 | 150 | 117 | +33 | 92  |
| 4  | Färjestads BK    | 50 | 23 | 11 | 16 | 4  | 7  | 134 | 116 | +18 | 84  |
| 5  | Luleå HF         | 50 | 22 | 12 | 16 | 5  | 7  | 147 | 124 | +23 | 83  |
| 6  | Modo             | 50 | 24 | 9  | 17 | 0  | 9  | 129 | 107 | +22 | 81  |
| 7  | Brynäs IF        | 50 | 16 | 15 | 19 | 4  | 11 | 114 | 129 | −15 | 67  |
| 8  | Mora IK          | 50 | 17 | 11 | 22 | 4  | 7  | 123 | 135 | −12 | 66  |
| 9  | Timrå IK         | 50 | 16 | 10 | 24 | 1  | 9  | 104 | 128 | −24 | 59  |
| 10 | Djurgårdens IF   | 50 | 13 | 13 | 24 | 6  | 7  | 124 | 160 | −36 | 58  |
| 11 | Södertälje SK    | 50 | 11 | 10 | 29 | 1  | 9  | 110 | 161 | −51 | 44  |
| 12 | Leksands IF (U)  | 50 | 9  | 11 | 30 | 3  | 8  | 96  | 150 | −54 | 41  |

Tabelldata är hämtade från Svenska Ishockeyförbundet.

## Matcher
| Datum Match Resultat Publik Spelplan Omgång 1 - 26 september 2005 Timrå IK-Djurgårdens IF 3-2 (2-0, 0-2, 1-0) 5711 E.ON Arena - 26 september 2005 Mora IK-Färjestads BK 1-4 (1-2, 0-0, 0-2) 4112 FM Mattsson Arena - 26 september 2005 HV 71-Södertälje SK 2-0 (0-0, 1-0, 1-0) 7038 Kinnarps Arena - 26 september 2005 Brynäs IF-Leksands IF 4-1 (1-0, 3-0, 0-1) 5947 Gavlerinken - 27 september 2005 Modo Hockey-Frölunda HC 3-1 (2-0, 0-0, 1-1) 4056 Kempehallen - 27 september 2005 Luleå HF-Linköpings HC 2-3 (0-0, 1-2, 1-1) 5281 COOP Arena Omgång 2 - 29 september 2005 Luleå HF-Färjestads BK 3-4 (1-1, 1-3, 1-0) 5010 COOP Arena - 29 september 2005 Brynäs IF-Modo Hockey 3-2 (2-0, 1-1, 0-1) 3979 Gavlerinken - 29 september 2005 Djurgårdens IF-Södertälje SK 2-4 (0-1, 1-2, 1-1) 8042 Globen - 29 september 2005 Linköpings HC-Timrå IK 4-2 (3-0, 0-2, 1-0) 7130 Cloetta Center - 29 september 2005 HV 71-Leksands IF 6-2 (1-1, 4-1, 1-0) 6941 Kinnarps Arena - 29 september 2005 Frölunda HC-Mora IK 3-2 (0-0, 0-2, 2-0, 1-0) 11769 Scandinavium Omgång 3 - 1 oktober 2005 Modo Hockey-Linköpings HC 0-1 (0-0, 0-1, 0-0) 4046 Kempehallen - 1 oktober 2005 Timrå IK-Färjestads BK 0-3 (0-1, 0-1, 0-1) 5033 E.ON Arena - 1 oktober 2005 Mora IK-HV 71 1-2 (1-1, 0-1, 0-0) 4008 FM Mattsson Arena - 1 oktober 2005 Luleå HF-Leksands IF 3-1 (1-0, 1-0, 1-1) 4581 COOP Arena - 1 oktober 2005 Södertälje SK-Frölunda HC 1-11 (0-4, 1-2, 0-5) 5785 Scaniarinken - 2 oktober 2005 Djurgårdens IF-Brynäs IF 1-2 (0-0, 1-1, 0-0, 0-1) 7243 Globen Omgång 4 - 3 oktober 2005 Mora IK-Timrå IK 3-0 (1-0, 1-0, 1-0) 3477 FM Mattsson Arena - 3 oktober 2005 Färjestads BK-Luleå HF 3-4 (2-2, 0-0, 1-2) 7004 Löfbergs Lila Arena - 3 oktober 2005 Leksands IF-Linköpings HC 3-4 (1-2, 1-1, 1-1) 7650 Ejendals Arena - 4 oktober 2005 HV 71-Modo Hockey 0-1 (0-0, 0-0, 0-1) 7038 Kinnarps Arena - 4 oktober 2005 Frölunda HC-Djurgårdens IF 2-1 (1-0, 0-1, 1-0) 10421 Scandinavium - 4 oktober 2005 Södertälje SK-Brynäs IF 1-1 (0-0, 1-1, 0-0, 0-0) 4523 AXA Sports Center Omgång 5 - 6 oktober 2005 Luleå HF-Mora IK 6-2 (3-1, 1-0, 2-1) 4561 COOP Arena - 6 oktober 2005 Timrå IK-HV 71 3-4 (1-1, 1-0, 1-3) 4505 E.ON Arena - 6 oktober 2005 Färjestads BK-Frölunda HC 1-3 (0-1, 0-1, 1-1) 8215 Löfbergs Lila Arena - 6 oktober 2005 Brynäs IF-Södertälje SK 3-1 (1-1, 1-0, 1-0) 4725 Gavlerinken - 6 oktober 2005 Djurgårdens IF-Leksands IF 5-1 (2-1, 2-0, 1-0) 7341 Globen - 6 oktober 2005 Linköpings HC-Modo Hockey 4-1 (0-1, 2-0, 2-0) 6901 Cloetta Center Omgång 6 - 8 oktober 2005 Luleå HF-Brynäs IF 2-0 (0-0, 1-0, 1-0) 4775 COOP Arena - 8 oktober 2005 Modo Hockey-Södertälje SK 3-0 (0-0, 1-0, 2-0) 3747 Kempehallen - 8 oktober 2005 Leksands IF-Färjestads BK 2-2 (0-0, 0-1, 2-1, 0-0) 7650 Ejendals Arena - 8 oktober 2005 Linköpings HC-Mora IK 2-0 (0-0, 1-0, 1-0) 6527 Cloetta Center - 8 oktober 2005 Frölunda HC-Timrå IK 4-3 (2-0, 1-1, 1-2) 10951 Scandinavium - 9 oktober 2005 Djurgårdens IF-HV 71 2-8 (1-1, 1-3, 0-4) 6643 Globen Omgång 7 - 10 oktober 2005 Brynäs IF-Frölunda HC 1-3 (1-2, 0-1, 0-0) 4334 Gavlerinken - 10 oktober 2005 Mora IK-Modo Hockey 1-4 (0-2, 1-1, 0-1) 4057 FM Mattsson Arena - 10 oktober 2005 Leksands IF-Timrå IK 1-2 (0-0, 1-1, 0-1) 5394 Ejendals Arena - 11 oktober 2005 Färjestads BK-Djurgårdens IF 7-1 (0-0, 2-0, 5-1) 7260 Löfbergs Lila Arena - 11 oktober 2005 HV 71-Linköpings HC 2-3 (0-2, 2-0, 0-0, 0-1) 6859 Kinnarps Arena - 11 oktober 2005 Södertälje SK-Luleå HF 1-0 (1-0, 0-0, 0-0) 3552 AXA Sports Center Omgång 8 - 13 oktober 2005 Modo Hockey-Leksands IF 2-1 (0-0, 1-0, 1-1) 4044 Kempehallen - 13 oktober 2005 Timrå IK-Brynäs IF 3-2 (0-1, 2-0, 1-1) 4962 E.ON Arena - 13 oktober 2005 Mora IK-Södertälje SK 2-1 (0-0, 2-0, 0-1) 3227 FM Mattsson Arena - 13 oktober 2005 Linköpings HC-Djurgårdens IF 4-1 (0-1, 2-0, 2-0) 6536 Cloetta Center - 13 oktober 2005 Frölunda HC-Luleå HF 8-2 (2-0, 3-1, 3-1) 10174 Scandinavium - 13 oktober 2005 HV 71-Färjestads BK 2-1 (2-0, 0-0, 0-1) 7038 Kinnarps Arena Omgång 9 - 15 oktober 2005 Luleå HF-HV 71 0-4 (0-1, 0-3, 0-0) 4714 COOP Arena - 15 oktober 2005 Brynäs IF-Mora IK 5-4 (1-2, 1-2, 3-0) 5113 Gavlerinken - 15 oktober 2005 Färjestads BK-Linköpings HC 1-1 (0-1, 1-0, 0-0, 0-0) 8062 Löfbergs Lila Arena - 15 oktober 2005 Leksands IF-Frölunda HC 2-6 (0-1, 1-1, 1-4) 6615 Ejendals Arena - 15 oktober 2005 Södertälje SK-Timrå IK 1-2 (0-1, 1-0, 0-1) 3507 AXA Sports Center - 16 oktober 2005 Djurgårdens IF-Modo Hockey 4-2 (1-0, 2-0, 1-2) 6538 Globen Omgång 10 - 17 oktober 2005 Mora IK-Leksands IF 2-0 (1-0, 0-0, 1-0) 4538 FM Mattsson Arena - 17 oktober 2005 Linköpings HC-Södertälje SK 4-2 (2-1, 2-0, 0-1) 6116 Cloetta Center - 17 oktober 2005 Frölunda HC-HV 71 1-2 (1-0, 0-0, 0-1, 0-1) 11760 Scandinavium - 18 oktober 2005 Luleå HF-Djurgårdens IF 5-2 (1-1, 1-0, 3-1) 4510 COOP Arena - 18 oktober 2005 Modo Hockey-Timrå IK 4-4 (2-1, 1-1, 1-2, 0-0) 4445 Kempehallen - 18 oktober 2005 Färjestads BK-Brynäs IF 4-1 (0-0, 1-0, 3-1) 6879 Löfbergs Lila Arena Omgång 11 - 20 oktober 2005 Timrå IK-Luleå HF 2-0 (1-0, 0-0, 1-0) 4658 E.ON Arena - 20 oktober 2005 Modo Hockey-Färjestads BK 1-1 (1-0, 0-1, 0-0, 0-0) 3720 Kempehallen - 20 oktober 2005 Djurgårdens IF-Mora IK 2-5 (1-3, 1-2, 0-0) 5423 Globen - 20 oktober 2005 HV 71-Brynäs IF 2-1 (1-0, 0-1, 0-0, 1-0) 7004 Kinnarps Arena - 20 oktober 2005 Frölunda HC-Linköpings HC 6-2 (1-1, 2-0, 3-1) 11685 Scandinavium - 20 oktober 2005 Södertälje SK-Leksands IF 2-1 (0-0, 1-1, 1-0) 4521 AXA Sports Center Omgång 12 - 22 oktober 2005 Luleå HF-Frölunda HC 3-6 (1-0, 1-3, 1-3) 4781 COOP Arena - 22 oktober 2005 Timrå IK-Linköpings HC 2-0 (1-0, 1-0, 0-0) 4816 E.ON Arena - 22 oktober 2005 Brynäs IF-Djurgårdens IF 2-3 (0-0, 0-2, 2-0, 0-1) 5755 Gavlerinken - 22 oktober 2005 Färjestads BK-Södertälje SK 2-1 (0-0, 1-1, 1-0) 7427 Löfbergs Lila Arena - 22 oktober 2005 Leksands IF-Modo Hockey 3-2 (1-0, 1-1, 1-1) 6155 Ejendals Arena - 22 oktober 2005 HV 71-Mora IK 4-0 (0-0, 3-0, 1-0) 7038 Kinnarps Arena Omgång 13 - 24 oktober 2005 Modo Hockey-HV 71 2-4 (2-0, 0-2, 0-2) 3723 Kempehallen - 24 oktober 2005 Färjestads BK-Timrå IK 3-2 (0-0, 2-1, 1-1) 6530 Löfbergs Lila Arena - 24 oktober 2005 Mora IK-Frölunda HC 2-3 (0-1, 1-1, 1-0, 0-1) 3111 FM Mattsson Arena - 25 oktober 2005 Djurgårdens IF-Luleå HF 2-0 (1-0, 1-0, 0-0) 4846 Globen - 25 oktober 2005 Linköpings HC-Brynäs IF 3-0 (1-0, 2-0, 0-0) 8276 Cloetta Center - 25 oktober 2005 Leksands IF-Södertälje SK 4-4 (0-1, 2-2, 2-1, 0-0) 5610 Ejendals Arena Omgång 14 - 27 oktober 2005 Luleå HF-Modo Hockey 5-1 (2-0, 2-1, 1-0) 5024 COOP Arena - 27 oktober 2005 Timrå IK-Leksands IF 1-1 (0-0, 0-1, 1-0, 0-0) 5486 E.ON Arena - 27 oktober 2005 Mora IK-Linköpings HC 1-3 (1-0, 0-2, 0-1) 3497 FM Mattsson Arena - 27 oktober 2005 HV 71-Djurgårdens IF 2-3 (0-0, 1-0, 1-2, 0-1) 6969 Kinnarps Arena - 27 oktober 2005 Frölunda HC-Brynäs IF 3-1 (0-0, 1-0, 2-1) 12044 Scandinavium - 27 oktober 2005 Södertälje SK-Färjestads BK 2-1 (1-0, 1-1, 0-0) 3873 AXA Sports Center Omgång 15 - 29 oktober 2005 Brynäs IF-Linköpings HC 5-2 (2-1, 1-0, 2-1) 4133 Gavlerinken - 29 oktober 2005 Färjestads BK-Modo Hockey 1-0 (0-0, 1-0, 0-0) 8250 Löfbergs Lila Arena - 29 oktober 2005 HV 71-Luleå HF 5-3 (1-0, 1-3, 3-0) 7038 Kinnarps Arena - 29 oktober 2005 Leksands IF-Frölunda HC 2-3 (1-2, 1-0, 0-1) 7250 Ejendals Arena - 29 oktober 2005 Södertälje SK-Mora IK 1-2 (0-1, 1-0, 0-1) 3424 AXA Sports Center - 29 oktober 2005 Djurgårdens IF-Timrå IK 1-2 (0-1, 1-1, 0-0) 5198 Globen Omgång 16 - 31 oktober 2005 Djurgårdens IF-Frölunda HC 5-1 (2-0, 1-1, 2-0) 7202 Globen - 31 oktober 2005 Linköpings HC-Luleå HF 0-0 (0-0, 0-0, 0-0, 0-0) 7137 Cloetta Center - 1 november 2005 Modo Hockey-Mora IK 5-2 (3-1, 0-0, 2-1) 4076 Kempehallen - 1 november 2005 Timrå IK-Södertälje SK 2-5 (1-2, 0-3, 1-0) 5441 E.ON Arena - 1 november 2005 Brynäs IF-Färjestads BK 1-2 (0-1, 1-1, 0-0) 5620 Gavlerinken - 1 november 2005 Leksands IF-HV 71 0-3 (0-1, 0-2, 0-0) 6491 Ejendals Arena Omgång 17 - 3 november 2005 Modo Hockey-Djurgårdens IF 5-2 (1-0, 2-1, 2-1) 4481 Kempehallen - 3 november 2005 Luleå HF-Södertälje SK 6-3 (1-0, 0-0, 5-3) 5338 COOP Arena - 3 november 2005 Mora IK-Brynäs IF 1-4 (1-1, 0-2, 0-1) 3612 FM Mattsson Arena - 3 november 2005 Linköpings HC-Leksands IF 5-2 (1-0, 2-0, 2-2) 8500 Cloetta Center - 3 november 2005 HV 71-Timrå IK 3-1 (0-0, 0-0, 3-1) 7038 Kinnarps Arena - 3 november 2005 Frölunda HC-Färjestads BK 4-1 (2-0, 1-0, 1-1) 12044 Scandinavium Omgång 18 - 5 november 2005 Mora IK-Luleå HF 1-4 (1-1, 0-2, 0-1) 4031 FM Mattsson Arena - 5 november 2005 Leksands IF-Brynäs IF 4-1 (1-1, 1-0, 2-0) 7650 Ejendals Arena - 5 november 2005 Södertälje SK-Modo Hockey 1-4 (1-0, 0-0, 0-4) 3750 AXA Sports Center - 5 november 2005 Timrå IK-Frölunda HC 2-5 (1-0, 1-2, 0-3) 5217 E.ON Arena - 6 november 2005 Färjestads BK-HV 71 1-4 (1-2, 0-1, 0-1) 8250 Löfbergs Lila Arena - 6 november 2005 Djurgårdens IF-Linköpings HC 4-3 (1-0, 1-2, 1-1, 1-0) 6493 Globen Omgång 19 - 14 november 2005 Leksands IF-Luleå HF 0-3 (0-0, 0-1, 0-2) 5574 Ejendals Arena - 15 november 2005 Timrå IK-Mora IK 1-3 (0-1, 0-2, 1-0) 4708 E.ON Arena - 15 november 2005 Brynäs IF-HV 71 1-4 (1-1, 0-1, 0-2) 4272 Gavlerinken - 15 november 2005 Linköpings HC-Färjestads BK 3-2 (0-1, 1-0, 1-1, 1-0) 8392 Cloetta Center - 15 november 2005 Frölunda HC-Modo Hockey 4-4 (2-3, 2-0, 0-1, 0-0) 11711 Scandinavium - 15 november 2005 Södertälje SK-Djurgårdens IF 3-4 (0-1, 2-1, 1-1, 0-1) 5095 AXA Sports Center Omgång 20 - 17 november 2005 Modo Hockey-Luleå HF 0-4 (0-1, 0-2, 0-1) 3874 Kempehallen - 17 november 2005 Timrå IK-Brynäs IF 2-1 (1-0, 0-1, 0-0, 1-0) 4919 E.ON Arena - 17 november 2005 Färjestads BK-Mora IK 5-2 (2-0, 2-2, 1-0) 7320 Löfbergs Lila Arena - 17 november 2005 Leksands IF-Djurgårdens IF 0-0 (0-0, 0-0, 0-0, 0-0) 5915 Ejendals Arena - 17 november 2005 HV 71-Linköpings HC 4-4 (1-1, 1-3, 2-0, 0-0) 7038 Kinnarps Arena - 17 november 2005 Södertälje SK-Frölunda HC 7-1 (1-0, 5-0, 1-1) 2768 AXA Sports Center Omgång 21 - 19 november 2005 Timrå IK-Luleå HF 2-3 (1-2, 0-0, 1-0, 0-1) 5112 E.ON Arena - 19 november 2005 Mora IK-Färjestads BK 6-2 (3-1, 3-1, 0-0) 4117 FM Mattsson Arena - 19 november 2005 Brynäs IF-Modo Hockey 1-1 (1-1, 0-0, 0-0, 0-0) 5157 Gavlerinken - 19 november 2005 Djurgårdens IF-Leksands IF 1-2 (0-0, 0-0, 1-1, 0-1) 6719 Hovet, Johanneshov - 19 november 2005 Linköpings HC-HV 71 5-3 (1-1, 4-2, 0-0) 8500 Cloetta Center - 19 november 2005 Frölunda HC-Södertälje SK 3-0 (0-0, 1-0, 2-0) 12044 Scandinavium Omgång 22 - 21 november 2005 Brynäs IF-Luleå HF 2-6 (1-3, 1-2, 0-1) 3897 Gavlerinken - 21 november 2005 Mora IK-Leksands IF 3-2 (2-0, 0-0, 1-2) 4477 FM Mattsson Arena - 21 november 2005 Färjestads BK-Djurgårdens IF 3-0 (0-0, 3-0, 0-0) 8005 Löfbergs Lila Arena - 22 november 2005 Linköpings HC-Södertälje SK 4-1 (0-0, 1-1, 3-0) 7455 Cloetta Center - 22 november 2005 Modo Hockey-Timrå IK 1-0 (1-0, 0-0, 0-0) 4208 Kempehallen - 22 november 2005 HV 71-Frölunda HC 4-2 (2-0, 1-1, 1-1) 7038 Kinnarps Arena Omgång 23 - 24 november 2005 Luleå HF-Brynäs IF 4-3 (2-2, 0-1, 2-0) 5325 COOP Arena - 24 november 2005 Timrå IK-Modo Hockey 3-1 (0-0, 2-1, 1-0) 5554 E.ON Arena - 24 november 2005 Djurgårdens IF-Färjestads BK 2-5 (1-2, 1-0, 0-3) 6120 Hovet, Johanneshov - 24 november 2005 Leksands IF-Mora IK 2-1 (1-1, 0-0, 1-0) 7650 Ejendals Arena - 24 november 2005 Frölunda HC-HV 71 2-4 (0-0, 0-3, 2-1) 12044 Scandinavium - 20 december 2005 Södertälje SK-Linköpings HC 3-6 (1-2, 0-1, 2-3) 3869 AXA Sports Center Omgång 24 - 26 november 2005 Luleå HF-Timrå IK 5-2 (2-1, 0-0, 3-1) 5251 COOP Arena - 26 november 2005 Modo Hockey-Brynäs IF 4-0 (1-0, 2-0, 1-0) 4007 Kempehallen - 26 november 2005 Mora IK-Djurgårdens IF 4-2 (2-1, 1-1, 1-0) 4027 FM Mattsson Arena - 26 november 2005 Färjestads BK-Leksands IF 4-2 (1-0, 2-1, 1-1) 8250 Löfbergs Lila Arena - 26 november 2005 HV 71-Södertälje SK 5-2 (1-0, 1-1, 3-1) 7038 Kinnarps Arena - 27 november 2005 Frölunda HC-Linköpings HC 3-2 (2-1, 1-0, 0-1) 11475 Scandinavium Omgång 25 - 28 november 2005 Brynäs IF-Timrå IK 3-3 (0-0, 3-2, 0-1, 0-0) 4167 Gavlerinken - 28 november 2005 Djurgårdens IF-Mora IK 3-3 (0-1, 1-0, 2-2, 0-0) 3596 Hovet, Johanneshov - 28 november 2005 Södertälje SK-HV 71 2-3 (0-0, 2-1, 0-1, 0-1) 2924 AXA Sports Center - 29 november 2005 Luleå HF-Modo Hockey 0-1 (0-0, 0-1, 0-0) 5324 COOP Arena - 29 november 2005 Leksands IF-Färjestads BK 0-1 (0-1, 0-0, 0-0) 6792 Ejendals Arena - 29 november 2005 Linköpings HC-Frölunda HC 4-1 (0-0, 3-1, 1-0) 8322 Cloetta Center | Omgång 26 - 1 december 2005 Modo Hockey-Leksands IF 1-1 (0-1, 0-0, 1-0, 0-0) 3819 Kempehallen - 1 december 2005 Timrå IK-Linköpings HC 2-3 (1-1, 1-1, 0-1) 4312 E.ON Arena - 1 december 2005 Mora IK-HV 71 3-2 (1-1, 1-0, 0-1, 1-0) 3011 FM Mattsson Arena - 1 december 2005 Färjestads BK-Brynäs IF 5-3 (3-1, 1-1, 1-1) 8086 Löfbergs Lila Arena - 1 december 2005 Djurgårdens IF-Södertälje SK 3-3 (0-1, 2-1, 1-1, 0-0) 5702 Globen - 1 december 2005 Frölunda HC-Luleå HF 6-2 (2-1, 3-0, 1-1) 11678 Scandinavium Omgång 27 - 3 december 2005 Modo Hockey-Frölunda HC 6-2 (2-1, 2-1, 2-0) 4168 Kempehallen - 3 december 2005 Leksands IF-Timrå IK 3-2 (1-0, 0-0, 2-2) 6307 Ejendals Arena - 3 december 2005 Linköpings HC-Djurgårdens IF 2-5 (0-2, 1-2, 1-1) 7914 Cloetta Center - 3 december 2005 HV 71-Färjestads BK 4-1 (0-0, 1-1, 3-0) 7038 Kinnarps Arena - 3 december 2005 Södertälje SK-Luleå HF 1-2 (0-0, 1-2, 0-0) 3244 AXA Sports Center - 3 december 2005 Brynäs IF-Mora IK 2-2 (0-1, 0-0, 2-1, 0-0) 4539 Gavlerinken Omgång 28 - 5 december 2005 Djurgårdens IF-Brynäs IF 4-3 (0-0, 1-1, 2-2, 1-0) 8053 Globen - 5 december 2005 Frölunda HC-Mora IK 3-2 (1-0, 1-1, 1-1) 10102 Scandinavium - 5 december 2005 Södertälje SK-Leksands IF 2-3 (0-1, 0-1, 2-0, 0-1) 3974 AXA Sports Center - 6 december 2005 Luleå HF-HV 71 5-4 (1-1, 0-1, 3-2, 1-0) 4876 COOP Arena - 6 december 2005 Timrå IK-Färjestads BK 3-1 (1-0, 0-0, 2-1) 4444 E.ON Arena - 6 december 2005 Linköpings HC-Modo Hockey 4-2 (2-1, 1-0, 1-1) 7402 Cloetta Center Omgång 29 - 8 december 2005 Brynäs IF-Södertälje SK 5-2 (1-2, 1-0, 3-0) 4029 Gavlerinken - 8 december 2005 Färjestads BK-Luleå HF 1-2 (0-1, 0-0, 1-1) 7785 Löfbergs Lila Arena - 8 december 2005 Mora IK-Timrå IK 3-0 (1-0, 0-0, 2-0) 3219 FM Mattsson Arena - 8 december 2005 Leksands IF-Linköpings HC 2-2 (0-1, 1-0, 1-1, 0-0) 5466 Ejendals Arena - 8 december 2005 HV 71-Modo Hockey 3-2 (0-1, 1-1, 2-0) 7038 Kinnarps Arena - 8 december 2005 Frölunda HC-Djurgårdens IF 3-0 (1-0, 0-0, 2-0) 12005 Scandinavium Omgång 30 - 10 december 2005 Luleå HF-Djurgårdens IF 0-1 (0-0, 0-1, 0-0) 5213 COOP Arena - 10 december 2005 Modo Hockey-Södertälje SK 6-2 (3-0, 1-2, 2-0) 3752 Kempehallen - 10 december 2005 Timrå IK-HV 71 1-4 (1-1, 0-2, 0-1) 4754 E.ON Arena - 10 december 2005 Brynäs IF-Leksands IF 3-2 (0-0, 1-0, 1-2, 1-0) 6000 Gavlerinken - 10 december 2005 Färjestads BK-Frölunda HC 3-2 (2-0, 0-0, 0-2, 1-0) 8250 Löfbergs Lila Arena - 10 december 2005 Linköpings HC-Mora IK 2-2 (0-0, 2-0, 0-2, 0-0) 6513 Cloetta Center Omgång 31 - 27 december 2005 Linköpings HC-Brynäs IF 8-1 (3-1, 0-0, 5-0) 8245 Cloetta Center - 27 december 2005 Södertälje SK-Färjestads BK 4-2 (0-0, 0-0, 4-2) 3733 AXA Sports Center - 27 december 2005 Djurgårdens IF-HV 71 4-2 (0-0, 1-1, 3-1) 10168 Globen - 27 december 2005 Leksands IF-Luleå HF 3-2 (1-0, 1-1, 0-1, 1-0) 7650 Ejendals Arena - 27 december 2005 Frölunda HC-Timrå IK 3-2 (1-0, 1-1, 1-1) 12044 Scandinavium - 28 december 2005 Mora IK-Modo Hockey 2-2 (0-0, 1-1, 1-1, 0-0) 4402 FM Mattsson Arena Omgång 32 - 29 december 2005 Timrå IK-Djurgårdens IF 4-3 (3-0, 0-1, 1-2) 5800 E.ON Arena - 29 december 2005 Luleå HF-Linköpings HC 3-2 (1-0, 0-1, 1-1, 1-0) 5600 COOP Arena - 29 december 2005 Brynäs IF-Frölunda HC 1-5 (0-0, 0-2, 1-3) 4709 Gavlerinken - 29 december 2005 HV 71-Leksands IF 5-1 (0-1, 2-0, 3-0) 7002 Kinnarps Arena - 30 december 2005 Mora IK-Södertälje SK 5-2 (2-1, 1-1, 2-0) 4012 FM Mattsson Arena - 30 december 2005 Modo Hockey-Färjestads BK 2-3 (1-0, 0-1, 1-1, 0-1) 4618 Kempehallen Omgång 33 - 2 januari 2006 Luleå HF-Mora IK 4-5 (1-1, 1-0, 2-3, 0-1) 4825 COOP Arena - 2 januari 2006 Färjestads BK-Linköpings HC 4-3 (2-0, 0-2, 2-1) 7909 Löfbergs Lila Arena - 2 januari 2006 HV 71-Brynäs IF 4-1 (1-0, 2-1, 1-0) 7038 Kinnarps Arena - 3 januari 2006 Frölunda HC-Leksands IF 5-2 (1-0, 2-1, 2-1) 12044 Scandinavium - 3 januari 2006 Södertälje SK-Timrå IK 3-3 (1-0, 0-2, 2-1, 0-0) 3268 AXA Sports Center - 12 januari 2006 Djurgårdens IF-Modo Hockey 6-3 (1-1, 1-1, 4-1) 7036 Globen Omgång 34 - 6 november 2005 Frölunda HC-Södertälje SK 4-3 (2-1, 0-1, 2-1) 12044 Scandinavium - 5 januari 2006 Modo Hockey-Luleå HF 2-3 (1-0, 1-1, 0-2) 4182 Kempehallen - 5 januari 2006 Brynäs IF-Timrå IK 1-1 (0-0, 1-1, 0-0, 0-0) 4026 Gavlerinken - 5 januari 2006 Djurgårdens IF-Färjestads BK 4-2 (1-0, 1-0, 2-2) 8102 Hovet, Johanneshov - 5 januari 2006 Leksands IF-Mora IK 3-0 (0-0, 2-0, 1-0) 8017 Ejendals Arena - 5 januari 2006 Linköpings HC-HV 71 1-2 (1-0, 0-0, 0-1, 0-1) 8334 Cloetta Center Omgång 35 - 7 januari 2006 Timrå IK-Modo Hockey 2-3 (0-1, 0-2, 2-0) 5800 E.ON Arena - 7 januari 2006 Brynäs IF-Luleå HF 3-2 (0-0, 1-1, 1-1, 1-0) 4183 Gavlerinken - 7 januari 2006 Mora IK-Djurgårdens IF 3-1 (1-0, 2-0, 0-1) 3809 FM Mattsson Arena - 7 januari 2006 Färjestads BK-Leksands IF 5-2 (2-0, 3-0, 0-2) 8250 Löfbergs Lila Arena - 7 januari 2006 Södertälje SK-HV 71 6-3 (2-1, 2-1, 2-1) 3445 AXA Sports Center - 14 januari 2006 Linköpings HC-Frölunda HC 5-4 (2-2, 1-1, 2-1) 8500 Cloetta Center Omgång 36 - 9 januari 2006 Modo Hockey-Brynäs IF 1-2 (0-1, 0-0, 1-1) 3665 Kempehallen - 9 januari 2006 Leksands IF-Djurgårdens IF 3-4 (2-1, 0-0, 1-3) 5716 Ejendals Arena - 9 januari 2006 Luleå HF-Timrå IK 3-2 (1-0, 2-1, 0-1) 4221 COOP Arena - 10 januari 2006 Södertälje SK-Linköpings HC 3-3 (2-1, 1-1, 0-1, 0-0) 2957 AXA Sports Center - 10 januari 2006 Färjestads BK-Mora IK 3-0 (3-0, 0-0, 0-0) 6517 Löfbergs Lila Arena - 12 januari 2006 HV 71-Frölunda HC 4-2 (1-1, 1-1, 2-0) 7038 Kinnarps Arena Omgång 37 - 12 januari 2006 Linköpings HC-Leksands IF 2-3 (1-2, 0-0, 1-1) 6924 Cloetta Center - 16 januari 2006 Modo Hockey-Mora IK 3-1 (1-0, 0-1, 2-0) 3643 Kempehallen - 16 januari 2006 Brynäs IF-HV 71 1-0 (1-0, 0-0, 0-0) 3845 Gavlerinken - 17 januari 2006 Luleå HF-Södertälje SK 2-3 (0-0, 2-1, 0-1, 0-1) 4691 COOP Arena - 17 januari 2006 Djurgårdens IF-Timrå IK 3-2 (1-0, 1-2, 1-0) 6497 Globen - 17 januari 2006 Frölunda HC-Färjestads BK 2-1 (1-1, 0-0, 1-0) 12044 Scandinavium Omgång 38 - 19 januari 2006 Timrå IK-Södertälje SK 3-2 (0-1, 2-0, 1-1) 4714 E.ON Arena - 19 januari 2006 Brynäs IF-Linköpings HC 3-1 (1-0, 1-1, 1-0) 4067 Gavlerinken - 19 januari 2006 Mora IK-Luleå HF 3-4 (0-1, 1-2, 2-1) 4111 FM Mattsson Arena - 19 januari 2006 Färjestads BK-Modo Hockey 2-4 (0-1, 0-2, 2-1) 7477 Löfbergs Lila Arena - 19 januari 2006 HV 71-Djurgårdens IF 6-3 (2-1, 1-1, 3-1) 7038 Kinnarps Arena - 19 januari 2006 Frölunda HC-Leksands IF 2-3 (2-1, 0-1, 0-1) 11888 Scandinavium Omgång 39 - 21 januari 2006 Modo Hockey-HV 71 4-3 (1-0, 2-1, 1-2) 4293 Kempehallen - 21 januari 2006 Luleå HF-Frölunda HC 8-2 (3-1, 3-0, 2-1) 5452 COOP Arena - 21 januari 2006 Färjestads BK-Timrå IK 1-4 (1-2, 0-0, 0-2) 8250 Löfbergs Lila Arena - 21 januari 2006 Djurgårdens IF-Linköpings HC 2-1 (1-1, 0-0, 0-0, 1-0) 7264 Globen - 21 januari 2006 Leksands IF-Brynäs IF 0-3 (0-1, 0-2, 0-0) 7650 Ejendals Arena - 21 januari 2006 Södertälje SK-Mora IK 4-5 (1-2, 1-1, 2-1, 0-1) 3530 AXA Sports Center Omgång 40 - 23 januari 2006 Luleå HF-Leksands IF 7-1 (2-0, 4-1, 1-0) 4454 COOP Arena - 23 januari 2006 Linköpings HC-Färjestads BK 5-3 (1-1, 2-1, 2-1) 7969 Cloetta Center - 23 januari 2006 HV 71-Timrå IK 0-1 (0-1, 0-0, 0-0) 6974 Kinnarps Arena - 24 januari 2006 Mora IK-Brynäs IF 3-3 (1-2, 2-1, 0-0, 0-0) 4277 FM Mattsson Arena - 24 januari 2006 Djurgårdens IF-Frölunda HC 3-2 (0-2, 0-0, 3-0) 8213 Globen - 24 januari 2006 Södertälje SK-Modo Hockey 1-5 (0-2, 1-0, 0-3) 3200 AXA Sports Center Omgång 41 - 26 januari 2006 Timrå IK-Mora IK 2-5 (1-1, 0-3, 1-1) 5006 E.ON Arena - 26 januari 2006 Brynäs IF-Djurgårdens IF 6-0 (0-0, 1-0, 5-0) 5541 Gavlerinken - 26 januari 2006 Leksands IF-HV 71 3-7 (1-5, 0-0, 2-2) 5383 Ejendals Arena - 26 januari 2006 Färjestads BK-Södertälje SK 2-1 (2-0, 0-1, 0-0) 6702 Löfbergs Lila Arena - 26 januari 2006 Linköpings HC-Luleå HF 3-2 (0-0, 2-0, 0-2, 1-0) 7197 Cloetta Center - 26 januari 2006 Frölunda HC-Modo Hockey 3-3 (1-1, 2-1, 0-1, 0-0) 11957 Scandinavium Omgång 42 - 28 januari 2006 Modo Hockey-Linköpings HC 4-1 (0-0, 1-1, 3-0) 4470 Kempehallen - 28 januari 2006 Timrå IK-Leksands IF 2-1 (2-0, 0-1, 0-0) 5424 E.ON Arena - 28 januari 2006 Mora IK-Frölunda HC 2-3 (1-0, 0-2, 1-1) 4202 FM Mattsson Arena - 28 januari 2006 Brynäs IF-Färjestads BK 4-3 (0-1, 3-0, 0-2, 1-0) 5472 Gavlerinken - 28 januari 2006 HV 71-Luleå HF 2-1 (1-0, 0-0, 1-1) 7038 Kinnarps Arena - 28 januari 2006 Södertälje SK-Djurgårdens IF 4-0 (1-0, 1-0, 2-0) 3866 AXA Sports Center Omgång 43 - 30 januari 2006 Modo Hockey-Timrå IK 2-2 (0-0, 2-1, 0-1, 0-0) 4647 Kempehallen - 30 januari 2006 Djurgårdens IF-Mora IK 1-3 (0-1, 1-1, 0-1) 6890 Globen - 30 januari 2006 Frölunda HC-Linköpings HC 3-2 (0-0, 1-1, 1-1, 1-0) 12010 Scandinavium - 31 januari 2006 Luleå HF-Brynäs IF 2-1 (0-1, 1-0, 0-0, 1-0) 4801 COOP Arena - 31 januari 2006 Leksands IF-Färjestads BK 1-2 (0-1, 0-0, 1-0, 0-1) 5335 Ejendals Arena - 31 januari 2006 Södertälje SK-HV 71 2-5 (1-2, 0-2, 1-1) 2801 AXA Sports Center Omgång 44 - 2 februari 2006 Luleå HF-Modo Hockey 4-0 (0-0, 2-0, 2-0) 5209 COOP Arena - 2 februari 2006 Timrå IK-Brynäs IF 4-1 (1-1, 1-0, 2-0) 5407 E.ON Arena - 2 februari 2006 Mora IK-Leksands IF 4-3 (1-1, 2-0, 1-2) 4502 FM Mattsson Arena - 2 februari 2006 Färjestads BK-Djurgårdens IF 5-3 (1-1, 2-1, 2-1) 8250 Löfbergs Lila Arena - 2 februari 2006 Linköpings HC-Södertälje SK 4-1 (0-0, 3-0, 1-1) 6769 Cloetta Center - 2 februari 2006 HV 71-Frölunda HC 3-5 (0-0, 2-3, 1-2) 7038 Kinnarps Arena Omgång 45 - 4 februari 2006 Timrå IK-Luleå HF 4-5 (2-1, 0-2, 2-1, 0-1) 5448 E.ON Arena - 4 februari 2006 Brynäs IF-Modo Hockey 1-2 (0-0, 1-2, 0-0) 5708 Gavlerinken - 4 februari 2006 Mora IK-Färjestads BK 0-2 (0-1, 0-1, 0-0) 4079 FM Mattsson Arena - 4 februari 2006 Djurgårdens IF-Leksands IF 2-4 (0-1, 1-1, 1-2) 10273 Globen - 4 februari 2006 HV 71-Linköpings HC 4-5 (2-3, 0-1, 2-1) 7038 Kinnarps Arena - 4 februari 2006 Frölunda HC-Södertälje SK 4-1 (2-1, 0-0, 2-0) 12044 Scandinavium Omgång 46 - 6 februari 2006 Luleå HF-Färjestads BK 2-4 (1-1, 1-2, 0-1) 5600 COOP Arena - 6 februari 2006 Frölunda HC-Brynäs IF 1-3 (0-0, 1-1, 0-2) 12044 Scandinavium - 6 februari 2006 Leksands IF-Södertälje SK 0-2 (0-0, 0-0, 0-2) 6295 Ejendals Arena - 6 februari 2006 Modo Hockey-Djurgårdens IF 5-0 (2-0, 2-0, 1-0) 4260 Kempehallen - 6 februari 2006 Linköpings HC-Timrå IK 4-1 (1-0, 2-1, 1-0) 6653 Cloetta Center - 6 februari 2006 HV 71-Mora IK 0-6 (0-0, 0-3, 0-3) 6976 Kinnarps Arena Omgång 47 - 28 februari 2006 Timrå IK-Frölunda HC 3-4 (2-0, 1-2, 0-1, 0-1) 5232 E.ON Arena - 28 februari 2006 Mora IK-Linköpings HC 1-5 (0-1, 1-2, 0-2) 4109 FM Mattsson Arena - 28 februari 2006 Djurgårdens IF-Luleå HF 3-3 (1-0, 0-2, 2-1, 0-0) 7421 Globen - 28 februari 2006 Färjestads BK-HV 71 0-1 (0-0, 0-0, 0-0, 0-1) 8250 Löfbergs Lila Arena - 28 februari 2006 Leksands IF-Modo Hockey 2-3 (1-0, 1-1, 0-2) 5228 Ejendals Arena - 28 februari 2006 Södertälje SK-Brynäs IF 2-3 (1-1, 0-2, 1-0) 3657 AXA Sports Center Omgång 48 - 2 mars 2006 Timrå IK-Modo Hockey 0-3 (0-1, 0-0, 0-2) 5244 E.ON Arena - 2 mars 2006 Brynäs IF-Luleå HF 5-2 (2-0, 1-1, 2-1) 5183 Gavlerinken - 2 mars 2006 Mora IK-Djurgårdens IF 4-3 (1-2, 2-0, 1-1) 3919 FM Mattsson Arena - 2 mars 2006 Färjestads BK-Leksands IF 6-3 (1-2, 0-1, 5-0) 6874 Löfbergs Lila Arena - 2 mars 2006 Linköpings HC-Frölunda HC 1-5 (0-0, 1-2, 0-3) 8090 Cloetta Center - 2 mars 2006 HV 71-Södertälje SK 5-2 (0-1, 3-1, 2-0) 6989 Kinnarps Arena Omgång 49 - 4 mars 2006 Luleå HF-Timrå IK 0-3 (0-2, 0-1, 0-0) 5150 COOP Arena - 4 mars 2006 Modo Hockey-Brynäs IF 5-3 (1-2, 2-1, 2-0) 4739 Kempehallen - 4 mars 2006 Djurgårdens IF-Färjestads BK 6-7 (3-2, 2-0, 1-4, 0-1) 7101 Globen - 4 mars 2006 Leksands IF-Mora IK 6-2 (1-1, 3-1, 2-0) 7650 Ejendals Arena - 4 mars 2006 Södertälje SK-Linköpings HC 2-5 (0-0, 1-2, 1-3) 2547 AXA Sports Center - 4 mars 2006 Frölunda HC-HV 71 4-3 (3-1, 1-2, 0-0) 12044 Scandinavium Omgång 50 - 6 mars 2006 Modo Hockey-Luleå HF 2-4 (2-0, 0-3, 0-1) 4535 Kempehallen - 6 mars 2006 Brynäs IF-Timrå IK 4-2 (2-2, 0-0, 2-0) 5373 Gavlerinken - 6 mars 2006 Färjestads BK-Mora IK 2-3 (1-0, 1-2, 0-0, 0-1) 6775 Löfbergs Lila Arena - 6 mars 2006 Södertälje SK-Frölunda HC 3-1 (1-0, 1-1, 1-0) 2756 AXA Sports Center - 6 mars 2006 Leksands IF-Djurgårdens IF 2-5 (1-0, 0-3, 1-2) 5096 Ejendals Arena - 6 mars 2006 Linköpings HC-HV 71 0-2 (0-1, 0-0, 0-1) 7990 Cloetta Center |